# Историко-филологический факультет Пермского государственного университета
Исто́рико-филологи́ческий факульте́т (1916–1922, 1941–1960) — бывший факультет Пермского университета, входивший в число крупнейших. Являлся одним из трёх первых, созданных на момент основания факультетов (вместе с физико-математическим и юридическим).
В 1919 слит с факультетом общественных наук; в 1922 — с педагогическим факультетом; в 1930 ликвидирован в связи с созданием пединститута; возрождён в 1941 и разделён на два (исторический и филологический) в 1960 году.
С 1916 года (с момента открытия университета) историко-филологический факультет, вместе с юридическим, располагался в доме купца Камчатова на Торговой улице.
С 1941 большая часть кафедр факультета располагалась в корпусе № 2 (старом главном корпусе); часть занятий проходила в корпусе № 3 (старый геологический) и корпусе № 4 (старый химический).

## Расположение факультета
|  |  |  |
|  |  |  |
|  |  |  |

## История

### Историко-филологический факультет, ФОН, педагогический факультет (1916—1930)
Подготовка историков и филологов началась в Пермском университете с момента его создания в 1916 году в качестве филиала Петроградского университета: историко-филологический факультет явился одним из трёх созданных в тот момент. Факультет имел четыре отделения: классическое, славяно-русское, историческое, романо-германское.
В первые годы его существования основной контингент преподавателей составляли прежде всего научные работники Петроградского, а позже Юрьевского (Тартуского) университетов, которые заложили основы учебно-педагогического процесса на факультете, способствовали становлению научных направлений.
Среди них были такие крупные филологи как А. П. Кадлубовский, магистр русской словесности (ставший первым деканом факультета), специалист по балтийским и славянским языкам К. К. Буга, фольклорист, краевед, литературовед проф. П. С. Богословский, литературовед, критик и поэт-переводчик проф. В. В. Гиппиус, приват-доцент будущий академик Л. А. Булаховский, ставший ведущим преподавателем кафедры славянской филологии, два других представителя кафедры — приват-доцент А. Вольдемарис, будущий премьер-министр Литовской Республики, и приват-доцент и будущий академик и крупный лингвист, С. П. Обнорский (оба параллельно работали на кафедре всеобщей истории); его брат, специалист по зарубежной литературе, латинскому и английскому языку проф. Н. П. Обнорский. Выходцами из Петроградского университета был и ведущий преподаватель романо-германского отделения А. А. Смирнов, переводчик и известный представитель Серебряного века и кандидат богословия, возглавивший философский семинар А. И. Сырцов.
Историческое направление на факультете возглавили магистр русской истории Б. Д. Греков, ставший заведующим кафедрой русской истории (на этой кафедре в 1917-1918 работал также Г. В. Вернадский), специалист по истории и культуре средневековой Италии Н. П. Оттокар, ставший вначале проректором, затем — ректором Пермского университета, А. П. Дьяконов, специалист по истории античности и раннего Средневековья, вместе с Н. П. Оттоакром работавший на кафедре всеобщей истории (все — выходцы из Петроградского университета). Большая часть профессуры в 1920-х годах покинула университет в связи с его «большевизацией».
Начиная с 1920-х годов научная работа на филологов была поставлена на широкую научную основу, успешно разрабатывались общетеоретические проблемы литературоведения и лингвистики (что находит выражение, например, в работах П. Г. Стрелкова и В. В. Гиппиус). В это время филологическое направление перешло сначала в состав факультета общественных наук (ФОН, июнь 1920 — 3 июля 1922), затем — крупнейшего в университете педагогического (1922-1930) факультета (словесная комиссия отделения гуманитарных наук (1922—1924), лингвистическое отделение (1924-1927), отделение русского языка и литературы (1927-1930) до отделения педфака).
В становлении университета важна роль С. А. Стойчева — выпускника историко-филологического факультета МГУ, единственного филолога-ректора в истории университета. Кроме укрепления материальной базы филологического отделения (и всего университета), он одновременно вёл занятия по таким курсам как введение в литературу, литература XIX века, литература XX века, методология литературоведения. С. А. Стойчев возобновил остановленное ранее издание «Учёных записок Пермского университета».
В 1930 году педагогический факультет отделяется от университета, становясь самостоятельным вузом: соответственно профессура филологического и других отделений факультета мигрирует в Пермский педагогический институт.

### Возрождение историко-филологического факультета
С 1941 года историко-филологический факультет возобновляет свою деятельность.
Основой послужили прежде всего уже существовавшие межфакультетские кафедры: основ марксизма-ленинизма (зав. К. С. Бочкарёв) и иностранных языков (зав. Н. П. Обнорский). К началу 1941/1942 учебного года к ним были добавлены кафедра всеобщей истории (зав. П. Н. Тарков) и кафедра истории народов СССР (зав. А. П. Пьянков). В октябре 1941 года была усилена и филологическая часть — добавлением преподавателей пединститута, возглавивших кафедры истории литературы (А. Д. Тупицын) и языкознания (М. А. Генкель), а также А. И. Ефимова, А. А. Горбунова и др., работавших по совместительству. В это время факультет имел минимум собственных филологических кадров. Сотрудниками факультета становятся эвакуированные из Ленинграда и Москвы научные работники: Б. П. Городецкий, Э. С. Литвин, Д. К. Мотольская, Н. Н. Давидович, и др. В 1945—1947 годах кафедрой всеобщей истории заведовал известный московский ученый-американист А. В. Ефимов.
Недостаток квалифицированных преподавателей в последующие годы отражался на разных сферах жизни факультета. В отчёте МолГУ о научной работе за 1948 год была дана вполне реалистическая характеристика положения в этих подразделениях: «Особую тревогу вызывают кафедра марксизма-ленинизма и историко-филологический факультет».
Администрация университета в 1950 году пригласила из Киевского университета в Молотов историка Л. Е. Кертмана и литературоведа С. Я. Фрадкину, из Московского университета — литературоведов З. В. Станкееву, Р. В. Комина, А. А. Бельского; из Ленинградского университета — Г. Г. Телятникову.

## Деканы

### Историко-филологический факультет (1916–1919)
Арсений Петрович Кадлубовский (октябрь 1916  — октябрь 1917).
Борис Леонидович Богаевский (октябрь 1917 — осень 1918).
Николай Петрович Оттокар (1 октября 1918 — 1919).
Сергей Петрович Обнорский (январь 1919 — июль 1919).

### Факультет общественных наук (ФОН, 1919–1922)
Александр Иосафатович Коссовский (июль 1919 — декабрь 1920).
Сергей Петрович Обнорский (18 декабря 1920  – сентябрь 1921).
Александр Петрович Дьяконов (сентябрь 1921 — июль 1922).

### Педагогический факультет (1922–1930)
Александр Петрович Дьяконов (июль 1922 — сентябрь 1922).
Анатолий Иванович Сырцов (31 июля 1922 — 30 октябрь 1923).
Петр Афанасьевич Будрин (ноябрь 1923–1927).
Вячеслав Васильевич Алякритский (? — 30 января 1930).
Анатолий Сергеевич Соколов (30.01.1930 — 15.09.1930).

### Историко-филологический факультет (1941—1960)
- Константин Степанович Бочкарёв (13 мая 1941 — 9 сентября 1941, зав. кафедрой марксизма-ленинизма).
- Алексей Петрович Пьянков (16 сентября 1941 — 25 декабря 1941, и. о. зав. кафедрой истории народов СССР).
- Николай Александрович Власов (25 декабря 1941 — 27 марта 1942, зав. кафедрой основ марксизма-ленинизма).
- Пётр Николаевич Тарков (4 апреля 1942 — 27 июня 1942, зав. кафедрой древней, зав. кафедрой всеобщей истории).
- Владимир Вениаминович Александров (27 июня 1942 — 7 сентября 1942, ассистент кафедры петрографии, помощник ректора по учебной части, помощник ректора по АХЧ).
- Борис Павлович Городецкий (16 декабря 1942 — 11 августа 1944, зав. кафедрой истории русской литературы).
- Франц (Франс) Андреевич Андерсо́н (с 11 августа 1944 по 10 апреля 1945, доцент кафедры истории СССР).
- Яков Рувимович Волин (с апреля 1945 по 16 июля 1946, зав. кафедрой основ марксизма-ленинизма).
- Александр Алексеевич Ерёмин (с июля 1946 по 10 сентября 1947, доцент кафедры русской литературы).
- Григорий Максимович Смирнов (с сентября? 1947 по 5 марта 1948) (старший преподаватель кафедры русской литературы).
- Александр Кузьмич Шарц (5 март 1948 — январь 1949, старший преподаватель кафедры истории народов СССР) .
- Леонид Николаевич Воробьёв (с 13 апреля 1949 по 17 марта 1950, зав. кафедрой русского языка и общего языкознания).
- Иван Антонович Малофеев (с 17 марта 1950 г. по 1 октября 1950, преподаватель кафедры педагогики).
- Алексей Денисович Антонов (с 1 октября 1950 по 5 октября 1953 (старший преподаватель, доцент кафедры основ марксизма-ленинизма).
- Франциска Леонтьевна Скитова (с 7 сентября 1953 по 1 октября 1953, преподаватель кафедры русского языка и общего языкознания).
- Пётр Дмитриевич Пачгин (с 1 октября 1953 по 17 августа 1956, преподаватель кафедры основ марксизма-ленинизма, затем — истории КПСС).
- Константин Семёнович Маханёк (с 17 августа 1956 — май 1960, доцент кафедры истории СССР)[14].

## Кафедры возрождённого факультета (1941)

### Кафедра основ марксизма-ленинизма
Кафедра возникла в 1939 году, объединив всех преподавателей общественных наук университета. Первым заведующим кафедрой стал Фёдор Михайлович Некрасов. После его гибели в 1939 году в бою на Халхин-Голе кафедру возглавил Константин Степанович Бочкарёв, первый кандидат философских наук Перми.
Кафедра фактически стала флагманом воссозданного в 1941 году историко-филологического факультета, а её заведующий  К. С. Бочкарёв с 7 февраля 1941 года являлся деканом факультета. После его ухода на войну 9 сентября 1941 заведование кафедрой переходит к Николаю Александровичу Власову (16.09.1941 — 27.03.1942), затем — к З. С. Романовой,  а с 1943  — к Якову Рувимовичу Волину (руководившему ей до конца её существования).
В 1949–1950 из кафедры основ марксизма-ленинизма выделилась кафедры философии и политэкономии (руководитель — З. С. Романова); в 1963 году — кафедра истории КПСС под руководством Я. Р. Волина, научного коммунизма (руководитель — А. Н. Фадеев) и кафедра основ марксизма-ленинизма перестала существовать.

### Кафедра всеобщей истории
Своим основателем кафедра считает профессора Б. Л. Богаевского (1916).
В 1941 году кафедра всеобщей истории и кафедра истории народов СССР стали первыми новыми подразделениями возрождённого историко-филологического факультета. Отправной точкой является принятие на работу в качестве заведующего Петра Николаевича Таркова (15 августа 1941 — 1945).
В 1945–1947 годах кафедрой заведовал член-корреспондент АН СССР Алексей Владимирович Ефимов.
С 1949 — и. о. завкафедрой Лев Ефимович Кертман.
С 1951 по 1955 год кафедра была временно закрыта в связи с прекращением набора на историческое отделение.
С 1955 по 1957 год кафедрой руководил Лев Наумович Чирикин.
В 1957—1974 годах кафедрой вновь руководил Л. Е. Кертман (после разделения кафедры в 1974 — заведующий кафедрой новой и новейшей истории).

### Кафедра истории народов СССР (истории СССР)
Кафедра истории народов СССР была создана 18 августа 1941 года, когда был принят на работу Алексей Петрович Пьянков, заведовавший кафедрой до 1945 года.
1947 — доц. Ф. Е. Мельников.
С 23 февраля 1948 — доц. Франц Андреевич Андерсо́н (1895—1951).
С 1948 — Фёдор Семёнович Горовой (будущий ректор университета).

(С 1968 года разделилась на кафедру истории народов СССР советского периода, позже — новейшей истории России, и кафедру истории народов досоветского периода, с 1991 года — кафедра древней и новой истории России).

### Кафедра иностранных языков
Преподавание иностранных языков (древних и новых) велось в Пермском университете с самого момента его основания. Нормой для учёного считалось совмещение преподавания языка с преподаванием литературы (или других гуманитарных предметов: истории, философии и пр.).
Кафедра иностранных языков была создана в 1931 году Николаем Петровичем Обнорским после отделения историко-филологического направления в составе пединститута и в течение почти десяти лет была единственной, поддерживающей гуманитарную традицию в университете. Поэтому она (вместе с кафедрой основ марксизма-ленинизма) стала основой возрождённого в 1941 году историко-филологического факультета.
С августа 1941 заведование кафедрой надолго переходит к Екатерине Осиповне Преображенской. Позже кафедра (также как кафедра основ марксизма-ленинизма) получиила статус межфакультетской. (После образования самостоятельного (1960) филологического факультета в 1963 году она была разделена на две: кафедру немецкого, французского и латинского языков под руководством Е. О. Преображенской, руководившей кафедрой до 1974 года, и кафедру английского языка во главе с А. К. Берлиной, руководившей кафедрой до 1989 года).

### Кафедра русской литературы
Кафедра возникла вместе с созданием историко-филологического факультета, то есть одновременно с созданием самого университета (как кафедра русской литературы и русского языка). С 1922 на место заведующего кафедрой был приглашён В. В. Гиппиус. Сотрудником кафедры являлся Ю. Н. Верховский. Кафедра перестала существовать на момент отделения педагогического факультета в самостоятельный вуз (1930).
После отделения педагогического факультета вновь организуется в годы Великой Отечественной войны. В этот период здесь работали доц. Александр Данилович Тупицын (возглавивший кафедру с конца октября 1941), проф. Агапий Филиппович Шамрай (возглавивший кафедру литературы, объединённую с кафедрой языкознания, с декабря 1941), ст. преп. Е. И. Преображенская — специалист по иностранным языкам и зарубежной литературе, ст. преп. Г. И. Бомштейн — фольклорист и специалист по литературе XVIII века, эвакуированные из Ленинграда и Москвы известные пушкиноведы проф. Борис Павлович Городецкий (возглавивший кафедру литературы и языкознания и одновременно являвшийся деканом историко-филологического факультета с декабря 1942 по август 1944 года), доц. Д. К. Мотольская, и др. С января 1945 по сентябрь 1947 кафедру возглавлял Александр Алексеевич Еремин; в 1947/1948 учебном году кафедрой литературы руководил известный литературовед, фольклорист, этнограф Павел Степанович Богословский (он заведовал кафедрой также в 1922–1932 гг.). Несколько раз кафедрой заведовала Сарра Яковлевна Фрадкина.

#### Заведующие кафедрой
- Александр Данилович Тупицын (октябрь 1941 — декабрь 1941).
- Агапий Филиппович Шамрай (декабрь 1941 — декабрь 1943).
- Борис Павлович Городецкий (декабрь 1943 — август 1944).
- Александр Алексеевич Еремин (январь 1945 — сентябрь 1947).
- Павел Степанович Богословский (сентябрь 1947 — июнь 1948).
- Сарра Яковлевна Фрадкина (1952).
- Сарра Яковлевна Фрадкина (сентябрь 1956 — сентябрь 1957).
- Римма Васильевна Комина (1957–1973).

### Кафедра западной (западноевропейской) литературы
Кафедра западноевропейской литературы также являлась одной из первых в новосозданном университете (1916). Курс истории западноевропейсских литератур начал читать в 1916 году приват-доцент А. А. Смирнов (он же вёл французский и старофранцузский языки). После его отъезда экстраординарным профессором кафедры с 1917 по 1919 год являлся историк литературы, переводчик Борис Аполлонович Кржевский.
Кафедра западной литературы была воссоздана в декабре 1943 первым защитившимся доктором филологических наук возрождённого факультета Агапием Филипповичем Шамраем в результате разделения кафедры всеобщей литературы на кафедру русской (заведующий — Б. П. Городецкий) и кафедру западной литературы. После отъезда Б. П. Городецкого кафедра вновь была объединена.

### Кафедра русского языка и общего языкознания (до 1982)
Возникла одной из первых при создании университета в 1916 году (как кафедра русской литературы и русского языка) и была утрачена при отделении педагогического факультета.
Основы новой кафедры были заложены ещё в 1941 году, когда в Пермском университете был воссоздан историко-филологический факультет. Появившуюся тогда кафедру языкознания  возглавила Мария Александровна Генкель. В ноябре 1941 года эта кафедра была объединена с кафедрой литературы (под руководством А. Ф. Шамрай). Известно, что с декабря 1942 по август 1944 и.о. зав. кафедрой истории русской литературы и языкознания (и одновременно деканом историко-филологического факультета) являлся Б. П. Городецкий.

#### Заведующие кафедрой
- Мария Александровна Генкель (1941).
- Иван Михайлович Захаров (1944–1948).
- Леонид Николаевич Воробьёв (1948–1950)
- Иван Михайлович Захаров (1948–1956).
- Ксения Александровна Фёдорова  Архивная копия от 26 августа 2015 на Wayback Machine(1956–1958)
- Мария Александровна Генкель (1958–1971)[40].